# Eupithecia nigrobrunneopunctata
Eupithecia nigrobrunneopunctata är en fjärilsart som beskrevs av Leo Schwingenschuss 1939. Eupithecia nigrobrunneopunctata ingår i släktet Eupithecia och familjen mätare. Inga underarter finns listade i Catalogue of Life.